# Język tamazight
Język tamazight (ⵜⴰⵎⴰⵣⵉⵖⵜ tamaziɣt) – nazwa odnosząca się w najogólniejszym znaczeniu do rodziny języków berberyjskich, zwłaszcza do ich północnej gałęzi używanej w Maroku, północnej Algierii i w Tunezji, Mali i Nigrze. W najwęższym znaczeniu termin tamazight odnosi się do języka berberskiego z Gór Atlas, obok języka tamaszek (tuareskiego) szeroko akceptowanego jako ponadregionalny język Berberów. 
Jest nauczany w szkołach. Jest językiem urzędowym w Algierii, a od 2011 r. także w Maroku. Był również językiem urzędowym w Republice Rifu.
Tamazight nie jest jednym językiem, lecz grupą języków. Występują spore różnice między językami wchodzącymi w ich skład. W jego marokańskim standardzie prowadzona jest jedna z wersji językowych Wikipedii. 